# یوگنی پدکلتنف
یوگنی پدکلتنف (روسی: Евгений Подклетнов) یک مهندس سرامیک اهل روسیه است که عمدتاً به سبب ادعاهایش در دههٔ ۱۹۹۰ میلادی در باب طراحی و نمایش دستگاه‌های گرانشکاه که متشکل از دیسک‌های چرخان که ساخته‌شده از مواد ابررسانایی دمای بالا بودند، شناخته‌شده است.